# Living in the Past
Living in the Past is een dubbelalbum van de Britse rockband Jethro Tull, uitgebracht in 1972. Het is een quasi-compilatiealbum, wat vele hits van de band bevat. Het bevat voornamelijk onuitgebrachte nummers, nummers die eerder alleen op single waren verschenen, singleversies van bestaande nummers en twee livenummers.
Het nummer Living In The Past is geschreven in het ongebruikelijke tijdsschema 5/4.

## Nummers

### Cd 1
1. A Song For Jeffrey
2. Love Story
3. A Christmas Song
4. Living In The Past
5. Driving Song
6. Bourée
7. Sweet Dream
8. Singing All Day
9. Teacher
10. Witch's Promise
11. Inside
12. Alive And Well And Living In
13. Just Trying To Be

### Cd 2
1. By Kind Permission Of (live)
2. Dharma For One (live)
3. Wond'ring Again
4. Hymn 43
5. Locomotive Breath
6. Life Is A Long Song
7. Up The 'Pool
8. Dr. Bogenbroom
9. For Later
10. Nursie

- Er is ook een versie van slechts één cd, waarop de nummers Bourée, Teacher, Alive And Well And Living In en Hymn 43 ontbreken.